# Carlo Corradino a Marca
Carlo Corradino a Marca (* 3. Mai 1805 in Mesocco; † 24. November 1878 ebenda) war ein Schweizer Politiker, Richter, Landammann, Militär und Oberstleutnant.

## Biografie
Carlo Corradino a Marca war Sohn des Landammanns Giovanni Antonio und dessen Ehefrau Maddalena geborene von Donatz, von Sils im Domleschg. Er war Enkel des Peter Conradin von Donatz, Brigadegeneral, und Neffe des Peter Ludwig von Donatz. Er heiratete 1855 Antonia Mutti. Er war Richter und Landammann des Bezirks Mesocco; in der Armee erreichte er den Rang eines Oberstleutnants. Er war Bundesstatthalter für den Obern Bund 1845. Im Sonderbundkrieg führte er die 1. Brigade der 3. Division (Donatz). Er begab sich mit Regierungstatthalter Johann Bartholomeus Gallisch im Auftrag der Bündner Regierung zu General Henri Dufour, damit dieser auf das Aufgebot von Katholiken verzichte und die reformierten Bataillone in Graubünden belasse.
Sein Onkel mütterlicherseits, Peter Ludwig von Donatz, der kinderlos blieb, vermachte seinen gesamten Besitz in Sils im Domleschg und sein Archiv seiner Schwester Magdalena, und erlaubte ihren Nachkommen, ihren eigenen Familiennamen dem ihren hinzuzufügen; der Zweig a Marca von (de) Donatz ist also noch heute bezeugt. Von ihm stammt der Berner Zweig der Familie ab.